# Suhor
 Ovo je glavno značenje pojma Suhor. Za druga značenja pogledajte Suhor (razdvojba).
Suhor je naselje u Hrvatskoj u sastavu Grada Delnica. Nalazi se u Primorsko-goranskoj županiji.

## Zemljopis
Nalazi se zapadno od rijeke Kupe. Sjeverozapadno je Zagolik, sjeveroistočno je Kočičin, jugoistočno su hrvatski Kuželj i slovenski Kuželj (s druge strane rijeke). Dalje prema jugoistoku su Laze pri Kostelu (Slovenija), Gladloka (Slovenija) te u Hrvatskoj Grbajel, Guče Selo i Ševalj.

## Stanovništvo
| broj stanovnika | 32    | 44    | 24    | 19    | 20    | 18    | 20    | 24    | 19    | 18    | 16    | 12    | 2     |       |       |       |       |
|                 | 1857. | 1869. | 1880. | 1890. | 1900. | 1910. | 1921. | 1931. | 1948. | 1953. | 1961. | 1971. | 1981. | 1991. | 2001. | 2011. | 2021. |